# Flandreau
Flandreau – amerykańskie miasto w stanie Dakota Południowa, siedziba administracyjna hrabstwa Moody.
Nazwa miasta pochodzi od nazwiska sędziego i agenta ds. Indian Charlesa E. Flandrau z Minnesoty, któremu przypisuje się ocalenie mieszkańców osady New Ulm od zniszczenia podczas powstania Dakotów Santee pod wodzą Taoyateduty w Minnesocie w 1862 r. Pierwsi biali osadnicy przybyli na miejsce przyszłego miasteczka w 1857 r., ale wkrótce opuścili je, zagrożeni przez okolicznych Dakotów Yankton.
Dopiero w 1869 r. powróciło tam 25 rodzin ochrzczonych Dakotów Santee (w tym ojciec dr Charlesa A. Eastmana - przyszłego lekarza, pisarza i obrońcy praw Indian). Biali osadnicy powrócili w 1873 r., gdy Dakoci zbudowali tam kościół (istniejący do dziś), a rok później miasteczko stało się stolicą nowego hrabstwa Moody. W 1889 r. otwarto w nim szkołę z internatem dla Indian (tzw. Riggs Institute, obecnie Flandreau Indian School), w której uczyły się dzieci z plemion Wielkich Równin. W 1934 r., na mocy ustawy o reorganizacji Indian, miasto stało się też stolicą Flandreau Santee Sioux Indian Reservation (rezerwatu Indian obejmującego obecnie 5 tys. akrów okolicznych ziem).
Miasto leży we wschodniej części Dakoty Południowej, przy granicy z Minnesotą, nad rzeką Big Sioux i zajmuje powierzchnię 4,6 km².
Około 70% mieszkańców miasta deklaruje się jako biali, 25% - jako Indianie, a 5% - jako osoby innego pochodzenia (2000).